# Добыча урана в Намибии
Добыча урана в Намибии имеет важное значения для экономики страны. В 2011 году Намибия была одним из крупнейших в мире производителей урана (занимала четвёртое место после Казахстана, Канады и Австралии).
Уран является одним из шести полезных ископаемых, которые были объявлены «стратегическими» правительством Намибии. С 2009 года новая лицензия на разведку не может быть предоставлена без участия правительственной горнодобывающей компании.

## История
Впервые ископаемое было открыто в 1928 году в пустыне Намиб Питером Лу. Разведка месторождения шла 30 лет. В конце 1950-х годов компания Anglo American исследовала месторождение, но вскоре, в 1966 году разработка была прекращена. Через десять лет разработка возобновилась. В 1980 году ООН провела собрание по теме намибийского уранового месторождения. В 1999 году Международное агентство по атомной энергии сообщило, что рудник Рёссинг — крупнейший урановый рудник в мире. В 2008 году добыча урана во всей Африке увеличилась на 16% по сравнению с предыдущим годом.

## Крупнейшие месторождения
- Урановая шахта Рёссинг[англ.][8][9]
- Шахта Треккопье[англ.]
- Шахта Валенсия
- Шахта Этанго